# Museu d'Art Contemporani de Barcelona
El Museu d'Art Contemporani de Barcelona, conegut també per les seves sigles MACBA, és un museu dedicat a l'exposició de l'art i les pràctiques culturals contemporànies. Està situat al barri del Raval de la ciutat de Barcelona, molt a prop del Centre de Cultura Contemporània de Barcelona. Fou declarat museu d'interès nacional per la Generalitat de Catalunya. Des de juliol 2021 Elvira Dyangani Ose n'és la directora, va succeir Ferran Barenblit.

## Història
La idea de crear un museu d'art contemporani a Barcelona es deu a l'escriptor i crític d'art Alexandre Cirici-Pellicer i a Cesáreo Rodríguez-Aguilera. Fundador i president de l'Associació d'Artistes Actuals (1956-1965), Cirici fou un dels impulsors de la creació d'una col·lecció d'art contemporani basant-se en l'exemple del Museu d'Art Modern de Nova York.

### Anys 60

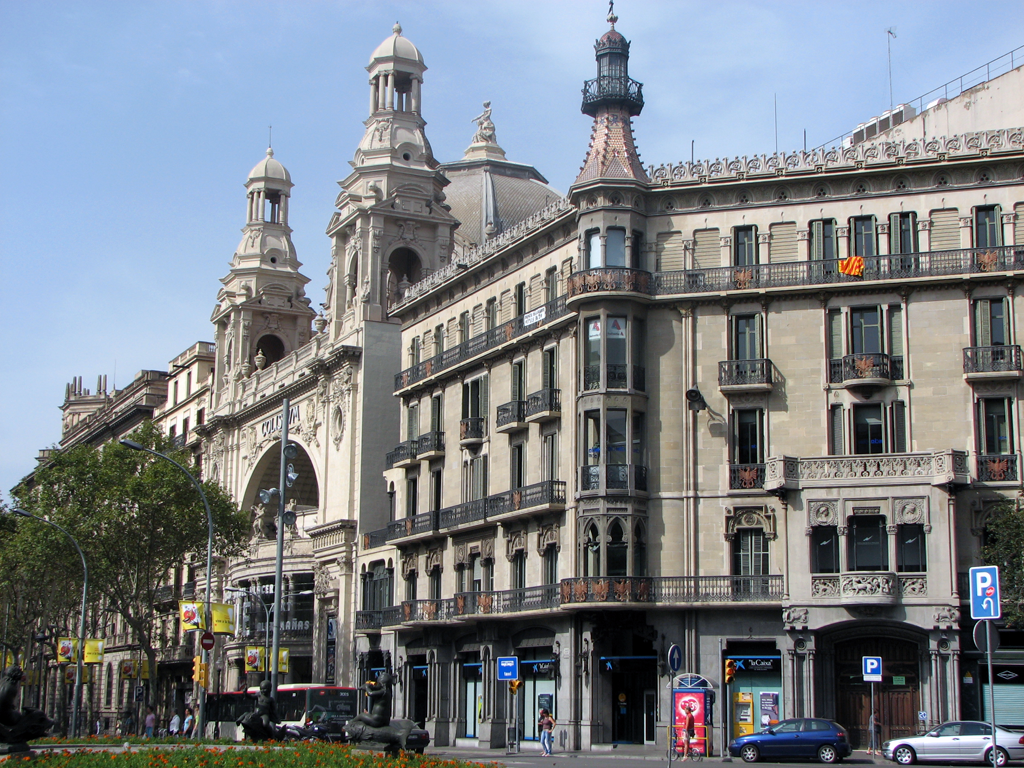
El primer Museu d'Art contemporani de Barcelona, creat als anys 60, era a la cúpula del Cinema Coliseum.

El 21 de maig de 1960 va inaugurar-se el primer Museu d'Art Contemporani de Barcelona, constituït formalment com una societat mercantil, on la majoria dels socis tenien una acció de 1.000 pessetes. Entre aquests socis fundadors hi havia diverses personalitats com Joaquim Gomis, Ramon Trias Fargas, Joan Prats, Gustavo Gili o el comte de Godó, entre d'altres. El museu era a la Cúpula del Cinema Coliseum, en un espai cedit pel Foment de les Arts i el Disseny. Les primeres exposicions temporals eren dedicades a artistes com Moisès Villèlia, Angel Ferrant, Ràfols-Casamada i Antonio Bonet, entre d'altres. La mostra L'art i la pau, celebrada el 1963 i que tenia un clar contingut antifranquista, va suposar la fi de la idea de Cirici. S'havien celebrat un total de 23 exposicions. La col·lecció fins llavors recopilada es va dipositar a la Biblioteca Museu Víctor Balaguer de Vilanova i la Geltrú, on es pot visitar actualment.

### Anys 80 i 90
Vint anys després, el 1985 es va recuperar la idea de dotar la ciutat d'un museu d'art contemporani i es va crear un consorci del qual van formar part l'Ajuntament de Barcelona i la Generalitat de Catalunya. Es va decidir situar el nou museu a l'antiga Casa de la Caritat. Un any després, el 1986, el llavors alcalde de Barcelona Pasqual Maragall, va encarregar a l'arquitecte estatunidenc Richard Meier la construcció de la futura seu. El mateix any L'Àrea de Cultura de l'Ajuntament encarrega a Francesc Miralles i Rosa Queralt la redacció d'una memòria per al futur museu El Consorci format per les dues administracions públiques es va ampliar un any més tard, el 1987, quan es va constituir i unir la Fundació Museu d'Art Contemporani, de caràcter privat. Mentre el nou museu no s'obrís, es va habilitar el Centre d'Art Santa Mònica per a fer de pont. El juny de 1989 Meier va presentar la maqueta del museu. El mes d'octubre s'arribà a un acord amb la Fundació la Caixa perquè pogués exposar una part de la seva col·lecció, tot ocupant una sisena part de l'espai.
Les obres van començar el setembre de 1990, quan es va col·locar la primera pedra. L'edifici es va construir entre 1991 i 1995, amb un cost de 3.908 milions de pessetes. Al mateix temps es va encarregar a Jean Lois Froment, director del Centre d'Arts Plàstiques Contemporànies de Bordeus, la creació del projecte museològic i museogràfic.
El 1991 Giralt Miracle i Froment van presentar un projecte museològic repartit en tres conceptes: artistes contemporanis de prestigi, artistes en procés de consolidació i artistes emergents. Fou en aquests moments que es generà sobre la línia cronològica del museu, quan Eduard Carbonell va dir en aquesta època que el MACBA s'hauria de fer càrrec de l'art català entre 1939 i 1980. La Fundació del museu, en canvi, considerava que ha d'estar representat al MNAC. El 21 de maig de 1992 la Junta de Museus va dictaminar que seria el MACBA que se n'encarregaria. Molts veien el MNAC com un museu històric i el MACBA com un museu de l'actualitat. Aquest debat va generar moltes i llarges debats en el sector, i s'allargaria fins al 2012, quan Pepe Serra va acceptar que el MNAC no tenia línia de tall cronològic.
El projecte museològic es va presentar oficialment el 6 d'octubre de 1992, quan Jean-Louis Froment i Giralt-Miracle va presentar tres seccions: col·lecció històrica (1945-1980), col·lecció contemporània (1980-1990) i col·lecció prospectiva, que no fou aprovat. Després van demanar a Giralt-Miracle la redacció d'una nova proposta. Mesos després i arran de la polèmica, el 5 d'octubre de 1994 Giralt-Miracle va dimitir. Miquel Molins, historiador de l'art i professor de la Universitat Autònoma de Barcelona, va ser ratificat nou director del museu el gener de 1995. La construcció de l'edifici s'allargà fins al 31 de març del mateix any. Mentrestant, la Generalitat de Catalunya havia comprat el 1993 una part destacada de la col·lecció de Salvador Riera, especialitzada en obres del període 1940-1960, a partir de Dau al Set.

### Inauguració
El MACBA va ser oficialment inaugurat el 28 de novembre de 1995, tot i que ja s'havia fet una obertura de portes informal entre el 29 d'abril i l'1 de maig del mateix any, amb motiu de l'entrega oficial de les obres, per ensenyar l'edifici a la ciutadania. En aquesta inauguració «falsa» es van exposar divuit peces d'artistes com Mario Merz, Angel Zoiro, Carlos Pazos, Eva Lootz, Richard Long, Tony Cragg i Robert Rauschenberg, entre d'altres. A la planta baixa es van mostrar plànols i dibuixos de l'edifici de Meier. Ja en aquell moment es plantejava afegir part del fons artístic de la Fundació "La Caixa". Aquesta inauguració «falsa» va crear certa polèmica entre la premsa, ja que Maragall va fer la presentació de l'edifici tot sol, sense comptar amb la direcció del museu i sense tenir obres per a exposar. Els fets van ser titllats d'electoralistes a diversos mitjans. Poc abans de la inauguració es va descartar l'adquisició d'una peça de Richard Serra que havia de pesar unes 18 tones i ser instal·lada a la plaça del Convent dels Àngels, davant del MACBA. Maragall va descartar-ho degut al cost elevat.
El desembre de 1997, el Museu d'Art Contemporani de Barcelona va celebrar el seu segon aniversari amb la presentació de la col·lecció permanent, una mostra titulada «Descoberta de la Col·lecció».

### Etapa Manuel Borja Villel (1998-2007)
Durant els anys de gestació el consorci MACBA va ser motiu de disputes polítiques entre les propostes conservadores i nacionalistes de CiU i la visió progressista i internacionalista del PSC. El tercer integrant d'aquesta diputat era la Fundació MACBA, representant per la societat civil. Un dels temes de debat era si la col·lecció havia de començar el 1945 (recomanació de la Junta de Museus) o el 1980 (proposta de Jean-Louis Froment). El 2013 la Societat U de Barcelona (SUB) va produir el documental MACBA: la dreta, l'esquerra i els rics on es va intentar documentar tota aquesta polèmica.
Després d'una etapa inicial polèmica i de la dimissió de dos directors: Daniel-Giralt-Miracle i Miquel Molins, el museu va entrar en una etapa d'estabilitat i expansió amb Manuel-Borja-Villel, on el museu va apostar per les propostes complexes més contemporànies i va ser criticat per donar l'esquena a l'art català.

### Etapa Bartomeu Marí (2008-2015)
Marí estava vinculat al Museu d'Art Contemporani de Barcelona des del 2004, quan va ser nomenat cap del departament d'exposicions. El 14 d'abril de 2008 en fou nomenat director, després de guanyar un concurs on es van presentar 16 candidats. De fet, ja havia exercit com a director en funcions des del 30 de gener del mateix any, data en què Manuel Borja-Villel va deixar el càrrec per passar a dirigir el Museu Reina Sofia.
Com a director, va seguir un estil continuista del projecte anterior, i proposà centrar-se més en l'especialització que en la cronologia per separar les col·leccions MACBA-MNAC.
El 21 d'octubre de 2009 va fer una compareixença al Parlament de Catalunya davant una Comissió de Política Cultural per presentar els projectes i necessitats del museu. També ha sigut el responsable de la unió de la col·lecció del museu amb la de la Fundació La Caixa, creant una de les col·leccions més importants del sud d'Europa. Durant el període 2014 – 2016 serà el president del Comitè Internacional de Museus i Col·leccions d'Art modern i contemporani (CIMAM).
El 2013 Marí fou renovat al càrrec per tres anys més. El mateix any, el FAD va decidir canviar la seva ubicació i l'Ajuntament de Barcelona va cedir els seus espais del Convent dels Àngels al MACBA, un fet que li permet envoltar tota la plaça dels Àngels. El 2014 es va anunciar que Beatriz Preciado i Valentín Roma s'incorporaven a l'equip executiu del museu per elaborar un programa expositiu i d'activitats a partir de sis línies d'investigació crítica, que es desenvoluparien durant els tres anys següent. Aquesta nova forma de treball pretenia reforçar les connexions entre el museu i els seus diversos contextos immediats, dibuixant una àmplia xarxa d'artistes, comissaris, interlocutors i col·laboradors que, des de l'àmbit metropolità, nacional i internacional, aportin les seves experiències i projectes al MACBA, amb la finalitat de convertir-lo en un laboratori de sabers crítics, un punt de trobada i de referència per a l'anàlisi d'unes pràctiques artístiques en ple procés de mutació. En essència, es tracta de connectar amb més intensitat les grans àrees d'activitat del museu: de la recerca a l'exposició, de l'educació als nous formats de creació artística, de la interpel·lació a l'escriptura de la història.
El 2014 es va presentar una temporada marcada per transformacions i incorporacions significatives: situar l'art contemporani català al món i introduir l'art internacional a Catalunya; fer una revisió crítica dels artistes contemporanis més destacats de l'entorn proper, i fer de Barcelona una gran capital global de l'art contemporani, especialment europea i de centralitat mediterrània. Així mateix, dos altres focus d'interès foren l'atenció creixent a la creació emergent i d'avantguarda i el fet de basar el paper cultural del Museu en la connectivitat entre entitats i àrees de creació, és a dir, ampliar la seva petjada a les disciplines adjacents a l'art com són l'arquitectura, el disseny, la literatura experimental o els futurs del cinema. Davant d'aquests nous reptes, el MACBA no volia oblidar la seva funció en el teixit de la conservació del patrimoni, la investigació, la difusió i l'educació. Investigar, narrar, difondre i educar –fora de les aules– són les activitats que justifiquen la conservació del patrimoni material de la nostra cultura.
El març del 2015, arran d'una forta polèmica causada per la censura d'una obra d'art on apareixia l'ex-monarca espanyol sodomitzat, Bartomeu Marí va presentar la seva renúncia al càrrec com a director, acceptada en la reunió de l'òrgan de govern del museu del 23 de març de 2015.

### Etapa Ferran Barenblit (2015-2021)
Ferran Barenblit va assumir la direcció del museu a l'estiu de 2015, en mig de la crisi generada per l'episodi de censura, que va implicar no només la renúncia de Bartomeu Marí sino també la destitució dels responsables de la mostra. L'acta de la Comissió d'experts per a proveir la plaça va assenyalar "la solvència de la seva formació acadèmica i professional", "el seu coneixement, valoració i diagnòstic –precís, acurat i realista, i alhora entusiasta– de la situació actual de la institució, que inscriu perfectament en el context global, nacional i local", "l'encert en la presentació d'un projecte rigorós, precís i molt clar" i "el paper atorgat en el seu projecte a la consideració del treball d'intermediació amb els públics". Poc després de la seva arribada ja es va detectar el seu segell personal en exposicions com PUNK, comissariada per David G. Torres, que mostrava el diàleg de les arts visuals amb la cultura popular contemporània. Al llarg del seu mandat, també s'han pogut veure exposicions com les dedicades a Joan Brossa (2017), Jaume Plensa (2018), Christian Marclay (2019), Fina Miralles(2020) col·lectives de revisió històrica com Gelatina dura. Històries escamotejades del 80 i Acció. Una història provisional dels 90, o col·lectives de tesi com Al descobert o d'amagat, La presència rebel d’un futur íntim i Territoris indefinits. Perspectives sobre el llegat colonial(2019). Els programes públics es va veure reforçats amb cicles dedicats a la música experimental (Lorem ipsum), la performance (Idioritmies) o el cinema. El públic va arribar al seu màxim a l'any 2019, amb xifres mai no assolides fins a aquella data.
Al llarg dels anys 2018 i 2019 es va plantejar un conflicte per l'ús de l'antiga capella de la Misericòrdia, atorgat al MACBA cinc anys abans, on el museu tenia prevista la seva ampliació i que va ser reclamat pel Departament de Salut per a instal·lar el centre d'assistència primària del barri. Després de múltiples protestes i d'un ampli debat ciutadà, que no va poder resoldre el Consell Municipal de l'Ajuntament de Barcelona en no existir un consens entre els partits polítics, el museu va renunciar a l'ús de la Misericòrdia i va proposar una alternativa. Així, es va optar per construir un nou accés i espai expositiu al costat del Convent dels Àngels. El concurs de l'ampliació va ser guanyat per l'estudi de Sabadell HArquitectes i els suïssos Christ & Gantenbein.
Al llarg de l'etapa de Ferran Barenblit també es va incorporar al museu la donació més generosa de la seva història, la col·lecció d'art conceptual de Rafael Tous, amb centenars de peces de l'últim terç del segle XX i el segle xxi.

## Edificis
Actualment el MACBA ocupa diversos edificis al voltant de la plaça dels Àngels: l'edifici principal, obra de Richard Meier i diversos espais del Convent dels Àngels.

### Edifici Meier

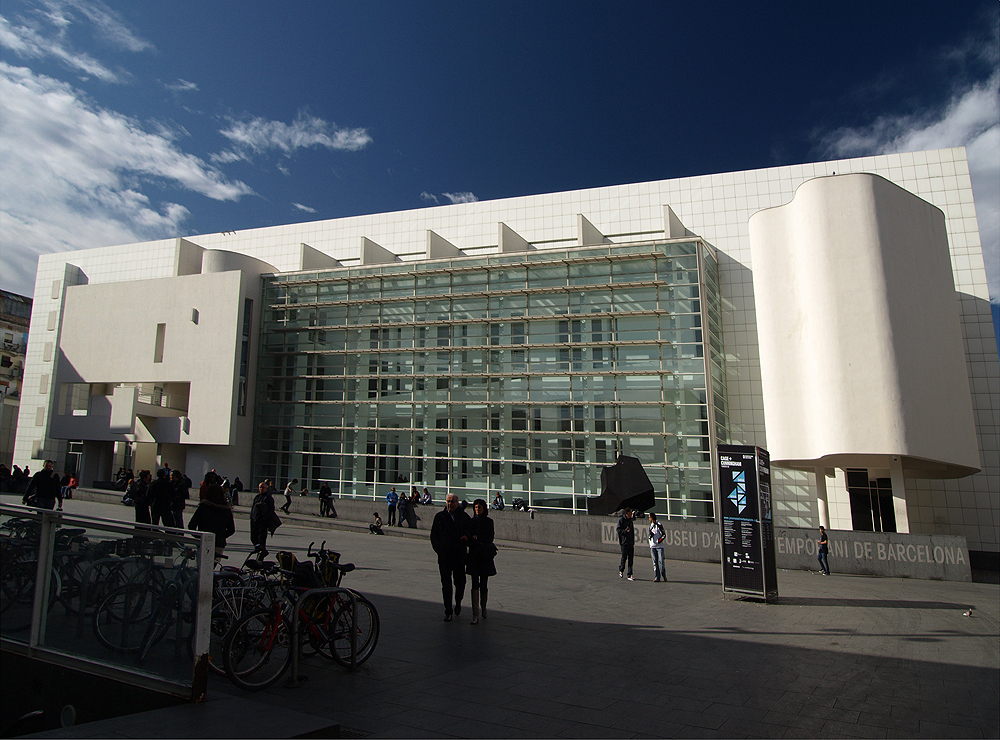
Edifici del MACBA, obra de Richard Meier

L'edifici principal del MACBA, amb 14.300 m² útils, és obra de l'arquitecte estatunidenc Richard Meier. Projectat el 1990, la construcció va començar el 1991 i es va allargar fins al 1995. L'objectiu de l'edifici era unir l'art contemporani exposat a l'interior amb les formes històriques dels edificis que l'envoltaven. La utilització del color blanc, complementada per l'ús de claraboies de vidre i de materials reflectors, fa que l'edifici disposi d'una especial lluminositat. L'obra de Meier està influenciada pels treballs de Le Corbusier. L'arquitecte fa una reinterpretació del racionalisme. En aquest projecte es pot observar la combinació d'espais rectes amb línies corbes, on la llum exterior té un paper molt important.
El llavors Alcalde de Barcelona Pasqual Maragall va conèixer Richard Meier en un debat al Fòrum Econòmic Mundial de Davos, on li va consultar quin tipus d'edifici li agradaria projectar per a la Barcelona Olímpica, i aquest li va dir que un museu. Al cap d'uns mesos, l'alcalde li va encarregar el projecte, que era l'element central d'un pla director per a la renovació del barri del Raval, que també incorporava la rehabilitació de la Casa de la Caritat i l'ampliació de la Universitat de Barcelona, entre altres propostes. El cap de projecte fou Renny Logan. Per a encabir-ho a la Plaça dels Àngels es va haver d'enderrocar una ala de la Casa de la Caritat.
Segons el mateix Meier, «El barri del Raval de Barcelona es trobava en el seu nadir. Necessitava desesperadament llum, aire, espais públics oberts i un cor. El compromís clar de la ciutat amb les millores radicals que introduïa el seu pla director per a noves institucions culturals va ser un catalitzador clau que va propiciar un procés molt positiu i fluid.» Per vincular el projecte amb l'espai, Meier va comptar amb els consells d'especialistes com Leopold Rodés i el llavors arquitecte en cap de la ciutat, Josep Acebillo, entre d'altres. El projecte volia millorar els espais oberts de la zona. Meier també dissenyaria la plaça dels Àngels, per estendre la fusió entre l'interior i l'exterior de l'edifici, fent servir el mateix gris al terra de la plaça que a l'interior del MACBA.
| «                             | La pròpia ubicació del MACBA al Raval respon a una planificada voluntat urbanística que passa per la implantació de grans equipaments culturals que propiciïn una metàstasi positiva en el seu entorn urbà, a imatge d'operacions ja assajades, amb un èxit més gran o més petit, a d'altres ciutats | » |
| — Jaume Badia i Josep M.Muñoz | |   |

- Entrades: L'entrada al museu, situada al centre de la façana principal, dona accés a un vestíbul de forma cilíndrica des del qual s'hi accedeix, per mitjà d'unes rampes, a les diferents galeries en què es realitzen les exposicions. Al costat de l'entrada hi ha un passatge que connecta amb un jardí posterior i separa la planta baixa en dues zones. A la part esquerra hi queden la llibreria i la zona privada i a la dreta el vestíbul d'accés. A la façana lateral oest hi ha l'accés a les 7 plantes d'oficines (1.475 m²) i un moll de descàrrega. Les reserves del museu ocupen 2.250 m² i estan ubicades al soterrani.
- Rampes: Segons paraules de l'arquitecte, «Les rampes que uneixen una planta amb l'altra a partir d'aquest eix pretenen formar part, tant de la plaça dels Àngels com del MACBA, i desdibuixar la separació entre l'interior i l'exterior.»[53]
- Torre Situada en una de les cantonades de l'edifici, és un espai ondular delimitat.[54]
- Atri: Espai paral·lel a la façana que filtra la llum entre l'exterior i les zones d'exposició.
- Oficines i serveis : Ubicades a l'extrem oest de l'edifici, ocupen un bloc de 7 nivells, on anteriorment també s'albergava la biblioteca i el centre de documentació, que ara disposen d'un edifici propi. A la planta baixa d'aquest bloc hi ha la botiga-llibreria.
- Auditori: L'Auditori del MACBA, amb capacitat per a 200 persones, està situat en el soterrani de l'edifici principal. S'hi accedeix per unes escales que hi ha al jardí de la zona posterior, tot i que també té una entrada des de dins del museu. Es va construir el 2004 arran de la necessitat de tenir un espai on desenvolupar les diverses activitats que tenien lloc al museu. Ocupa un espai inicialment dissenyat per a albergar el servei educatiu del museu. Es va habilitar amb mobiliari desmuntable per a convertir-ho en un espai flexible on encabir conferències, concerts i d'altres accions artístiques.

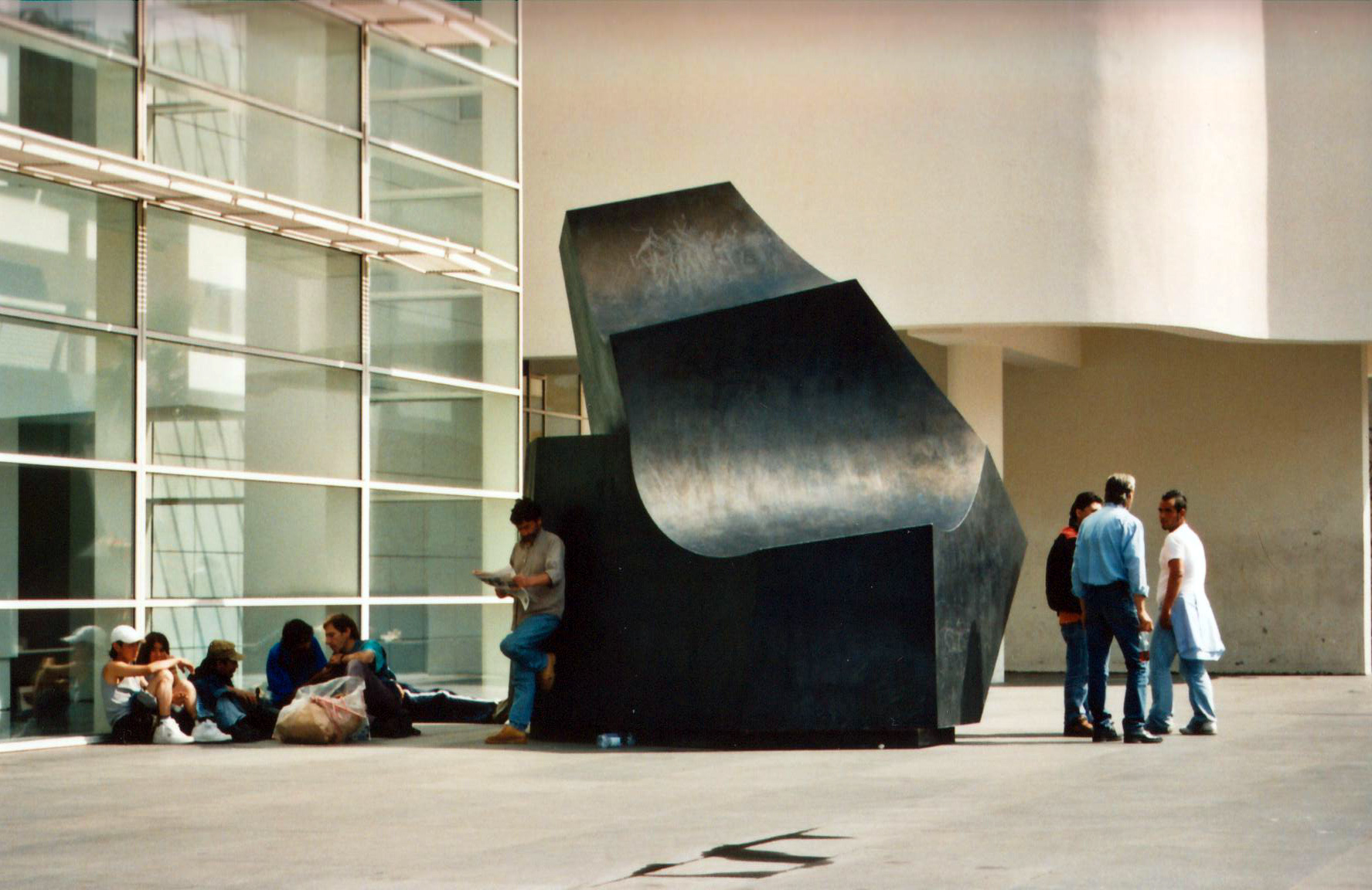
Escultura de Jorge Oteiza Enbil, a l'exterior del museu
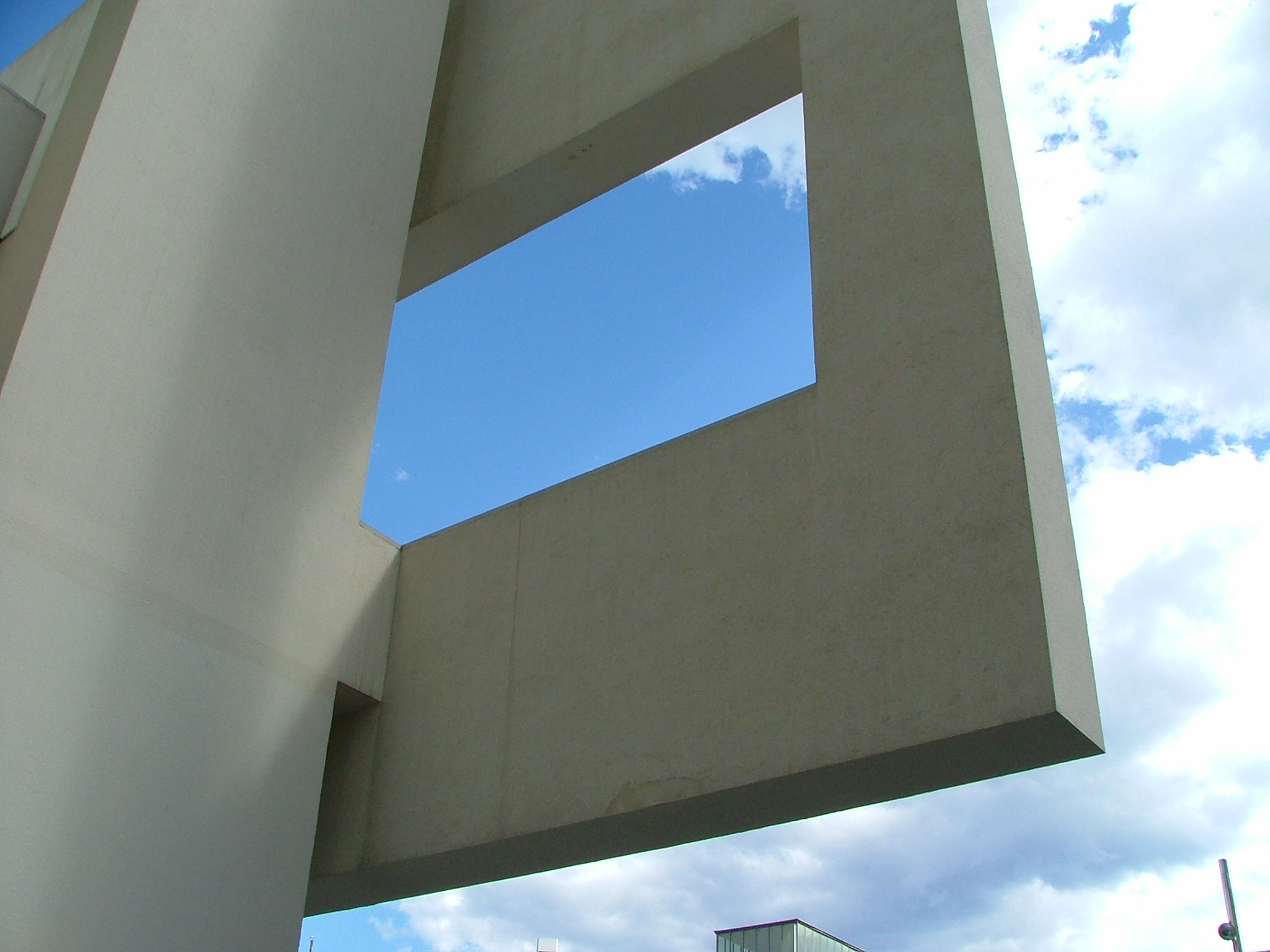
Detall de la façana
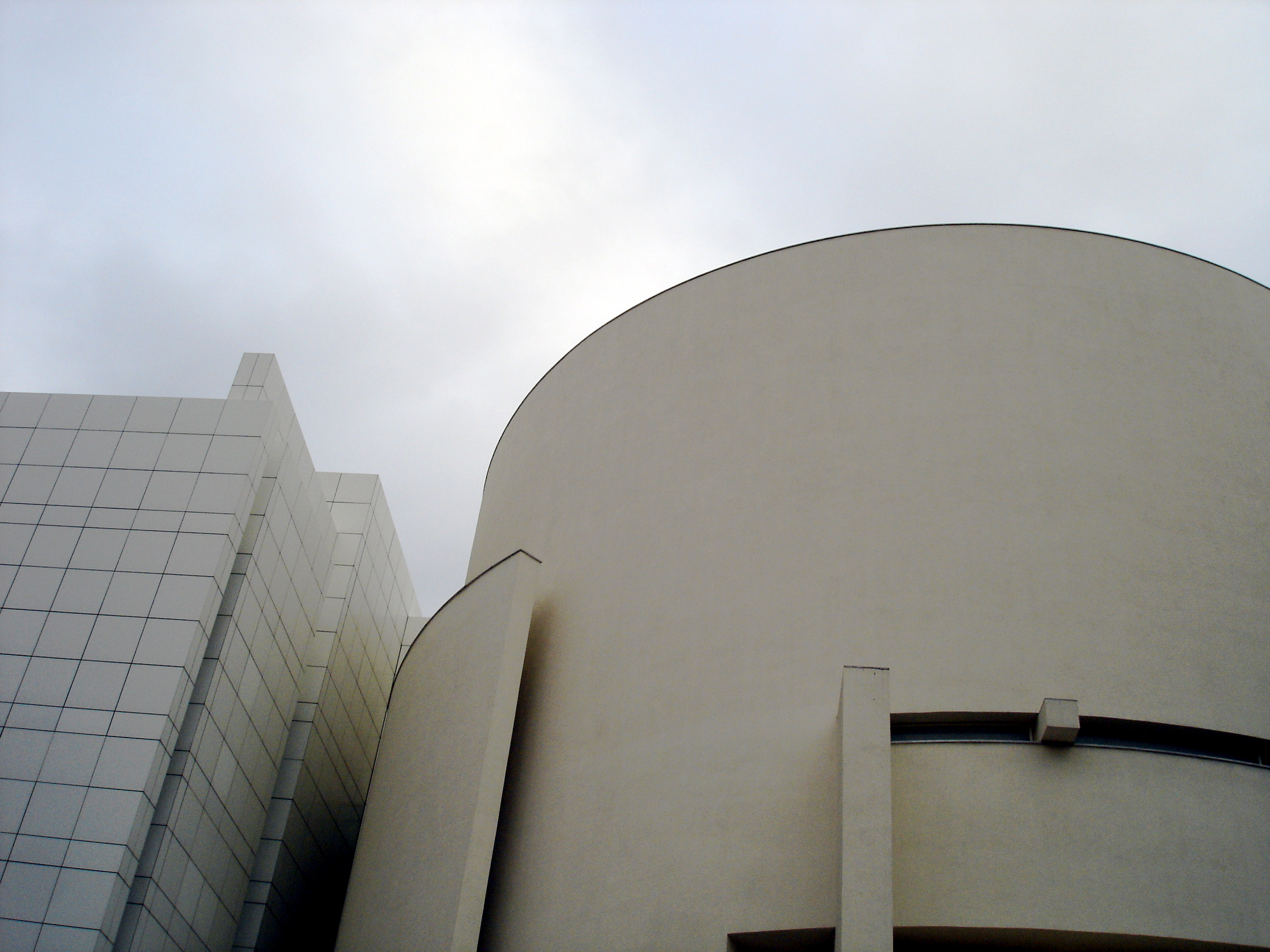
Detall façana
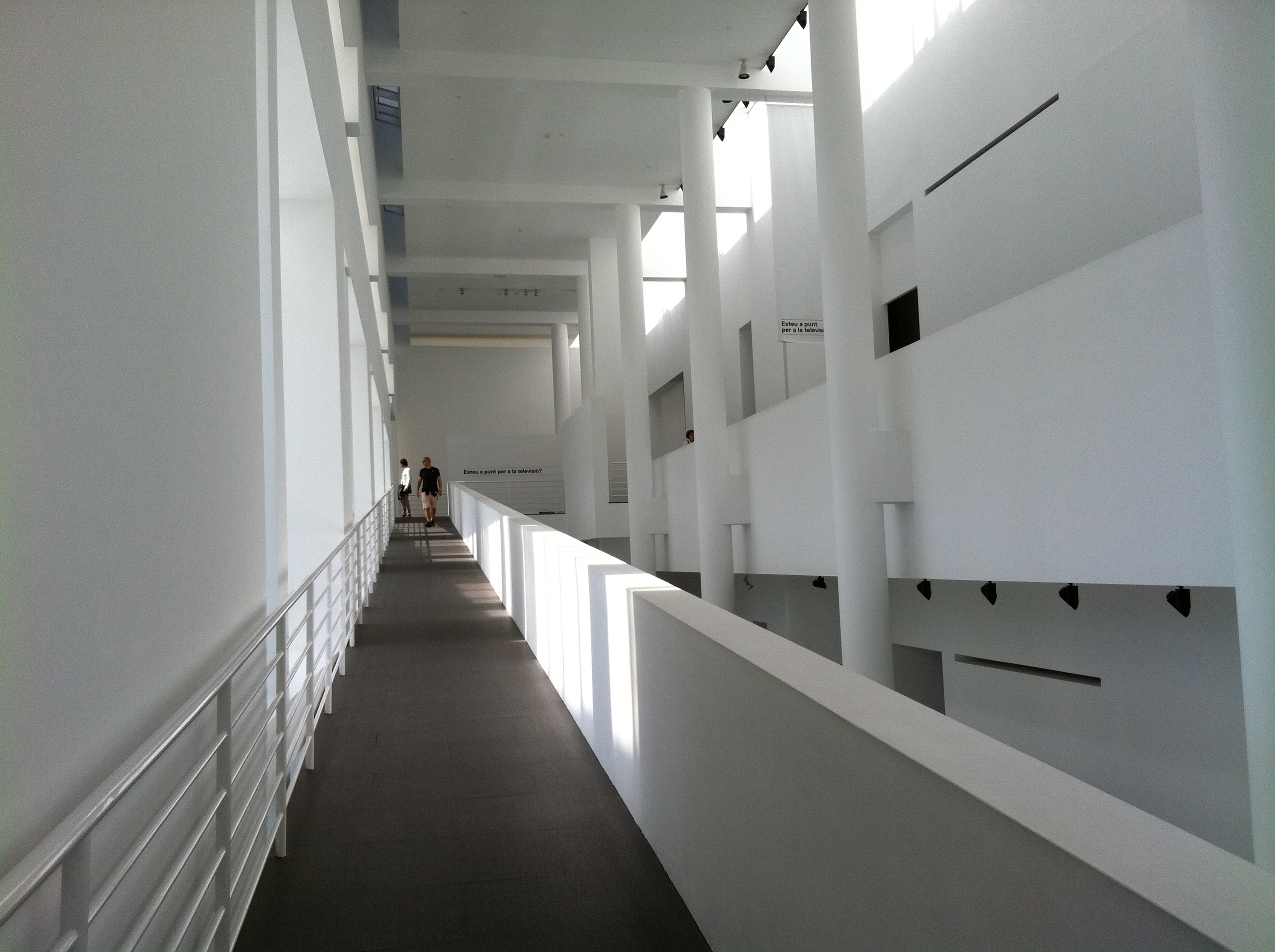
Rampes d'accés a les sales
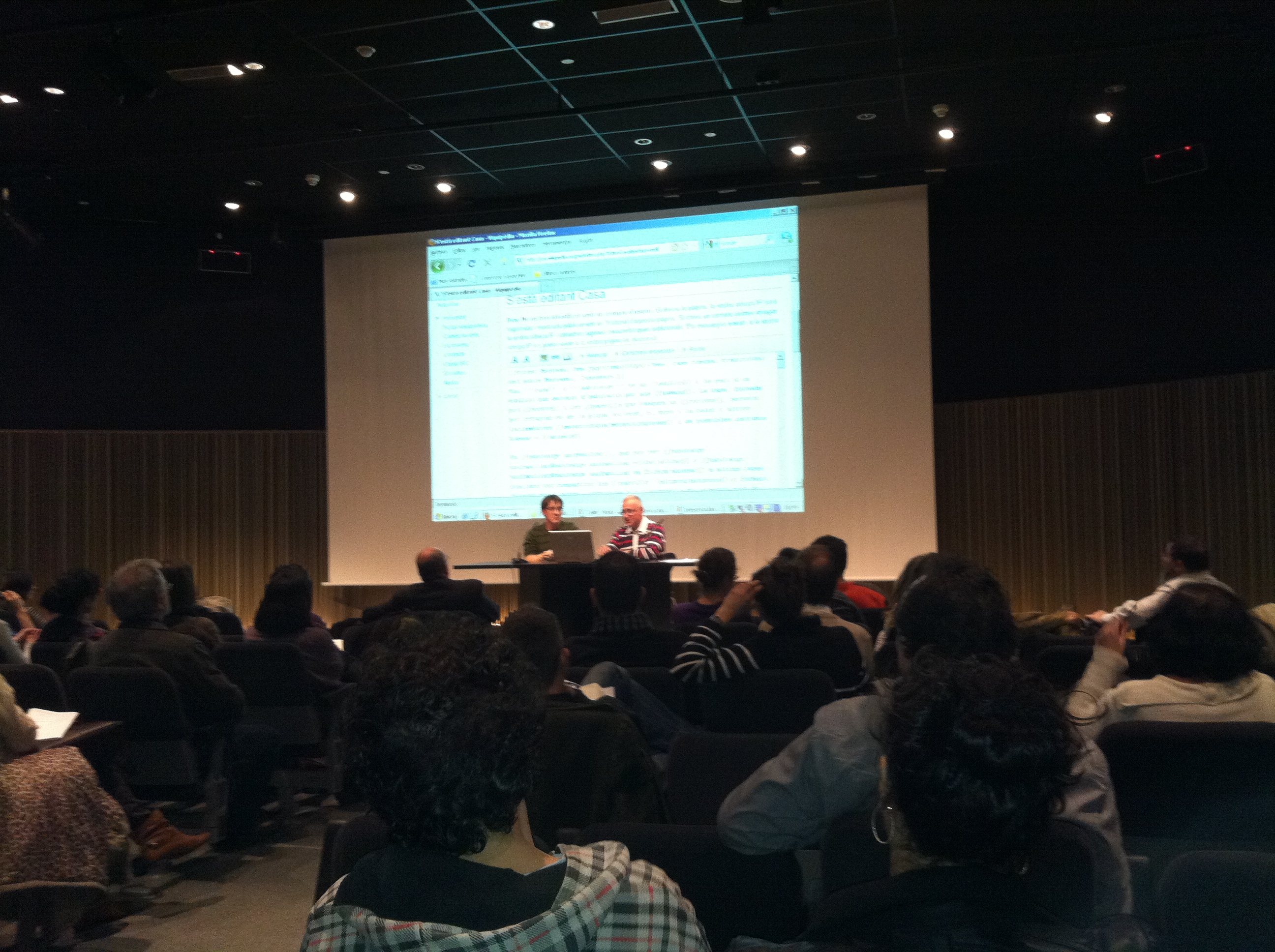
Interior de l'Auditori
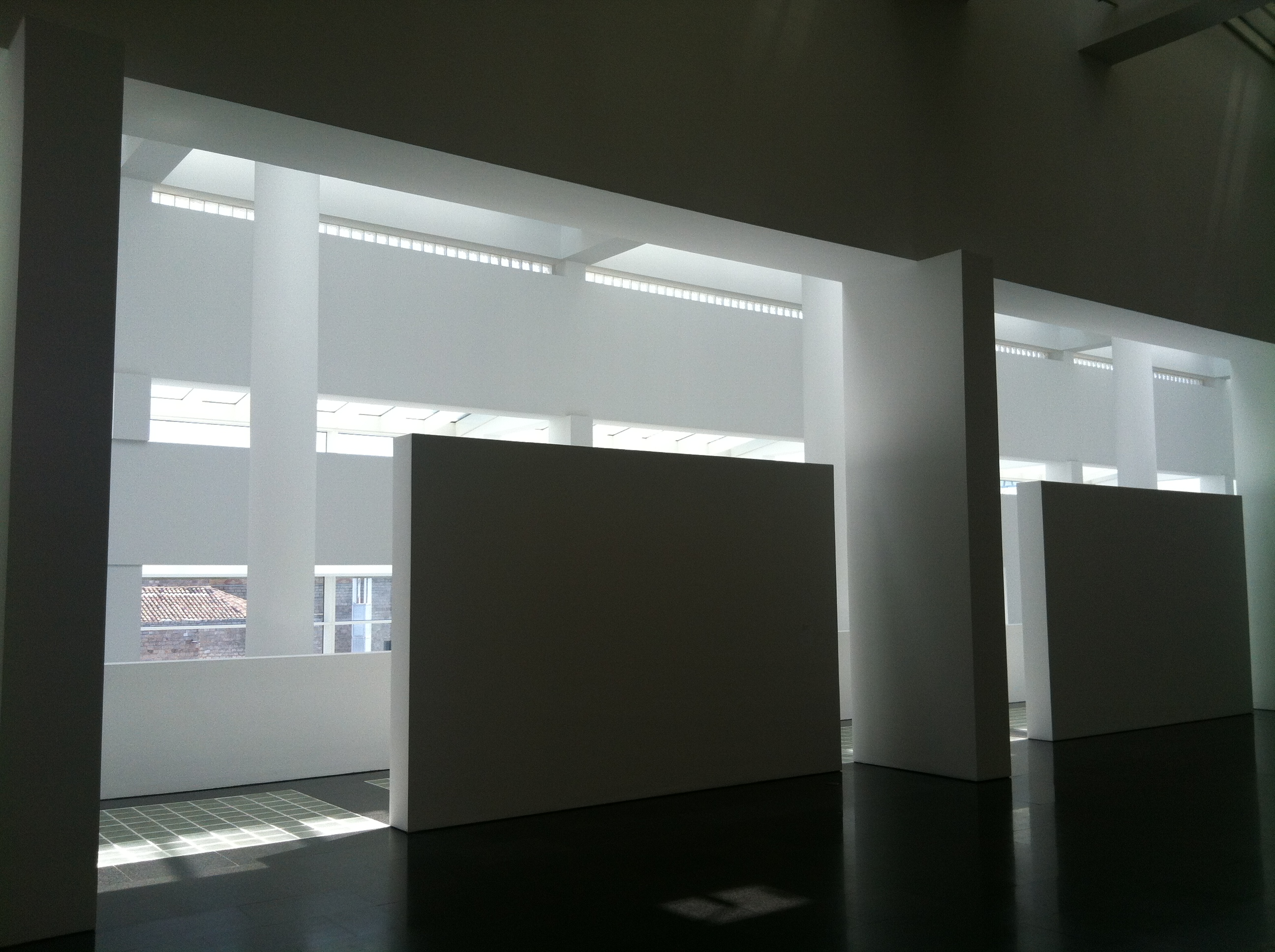
Disseny inicial d'accés a les sales, recuperat durant una exposició de Rita McBride

### Convent dels Àngels
La Capella

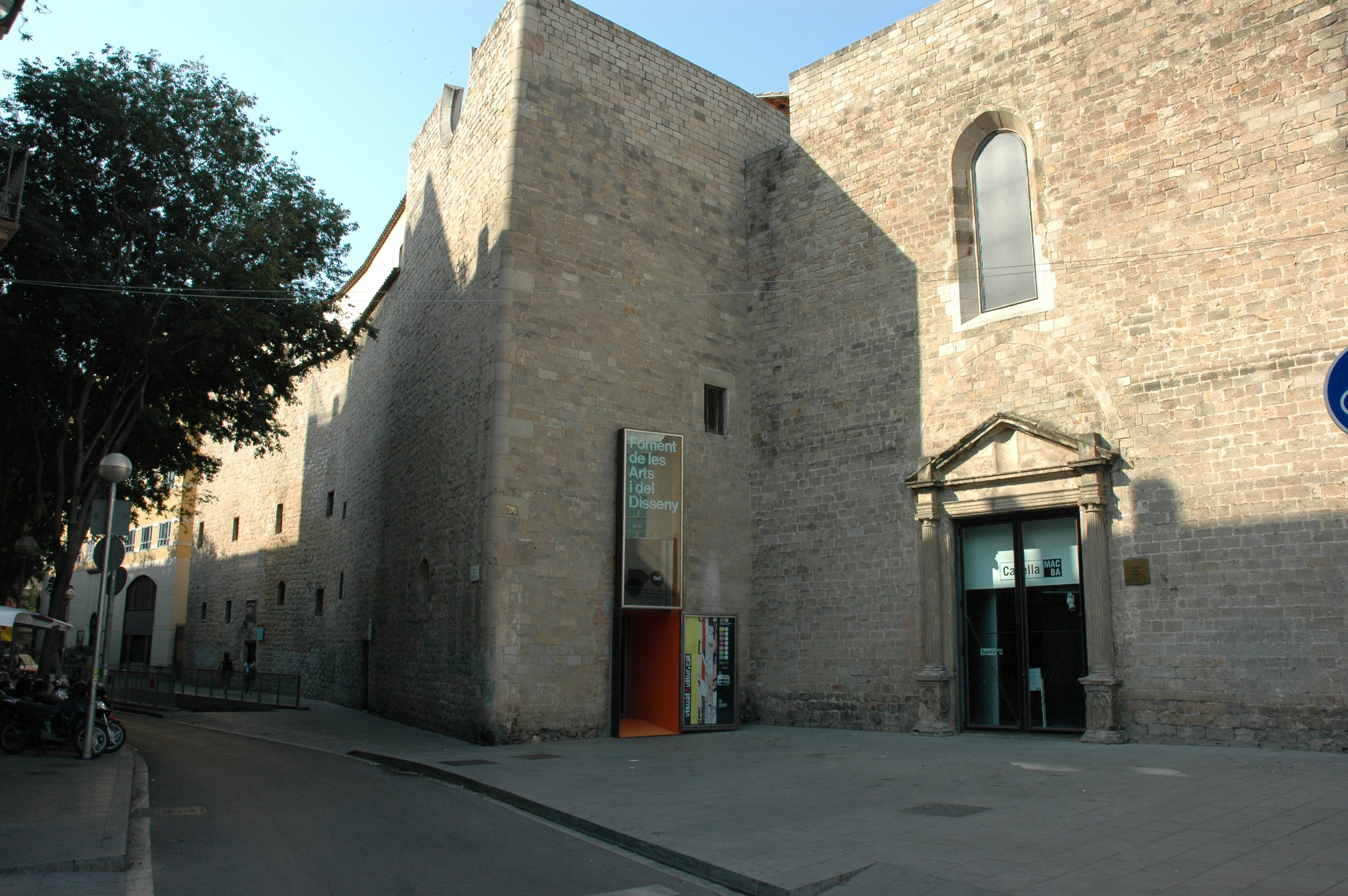
Entrada al Convent dels Àngels

Des de setembre del 2006, l'antiga església del Convent dels Àngels forma part de l'espai expositiu conegut amb el nom de La Capella. S'hi han realitzat exposicions d'artistes com Armando Andrade Tudela, Pep Duran (Una cadena d'esdeveniments) o Latifa Echakhch. A causa de la mala situació econòmica, el novembre del 2011 es va decidir aturar la programació pròpia per a convertir-lo en un espai de lloguer per a esdeveniments externs, per a ampliar el marge d'ingressos propis de la institució, a l'espera d'una remuntada econòmica per reprendre la programació pròpia.
Centre d'Estudis i Documentació
El Centre d'Estudis i Documentació del MACBA ocupa una de les ales del convent des del 2007. Es va crear amb la intenció de tenir un centre d'investigació que permetés desenvolupar la feina del museu més enllà de les exposicions, amb la voluntat també que esdevingués un espai social i de difusió. Anteriorment la biblioteca del museus s'havia ubicat a la setena planta de la zona oest de l'edifici de Meier, a sobre de les oficines. El pressupost per habilitar l'espai fou de prop de 2 milions d'euros, finançat conjuntament entre l'Ajuntament, el Departament de Cultura i el Consorci del MACBA.
L'espai disposa d'una biblioteca, un arxiu, així com de diverses aules on es programen cursos, tallers i seminaris. A la planta baixa s'hi ha habilitat un petit espai expositiu, on s'han complementat, entre d'altres, l'exposició Between the Frames: The Forum d'Antoni Muntadas.

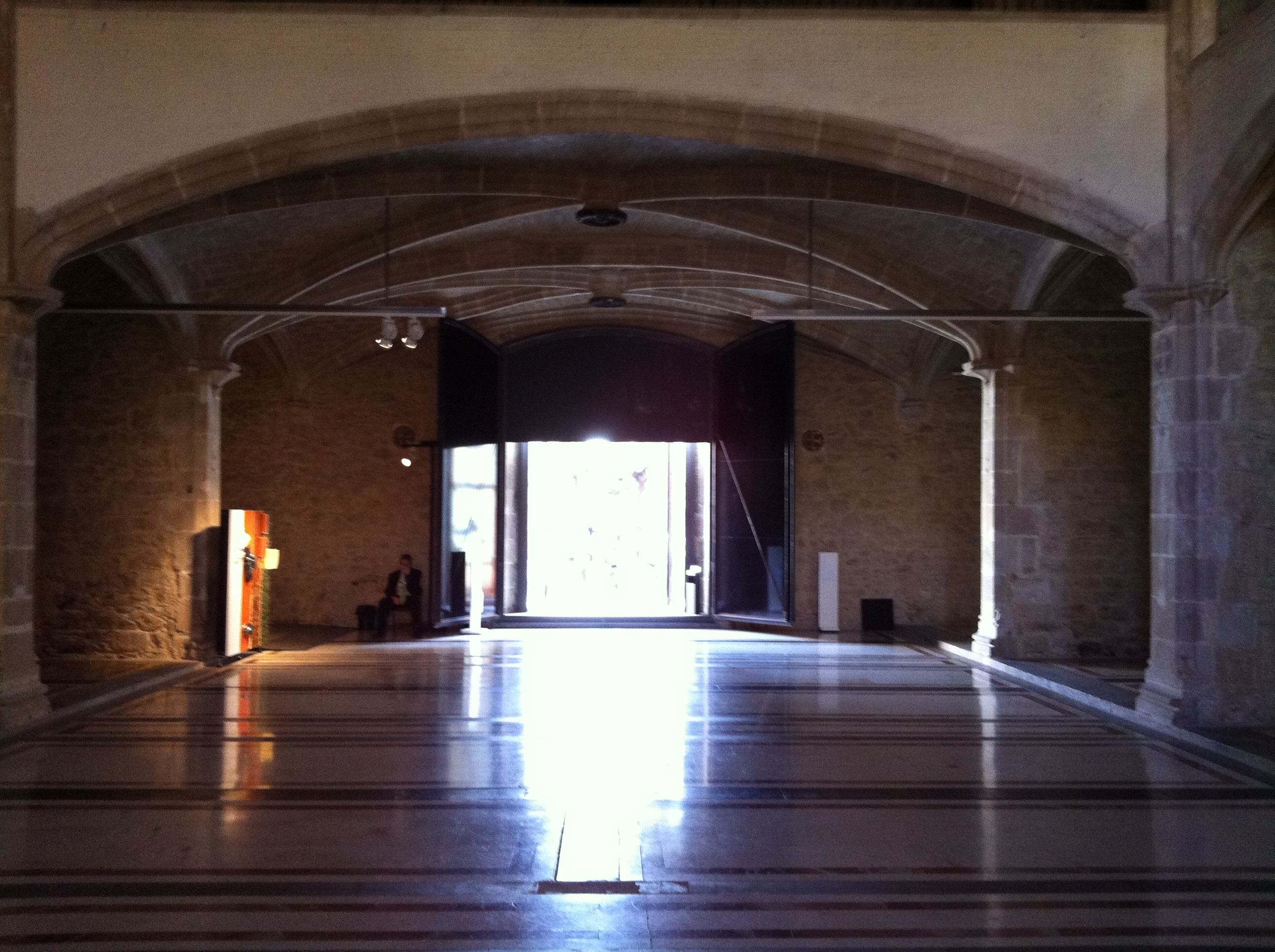
Interior de la Capella
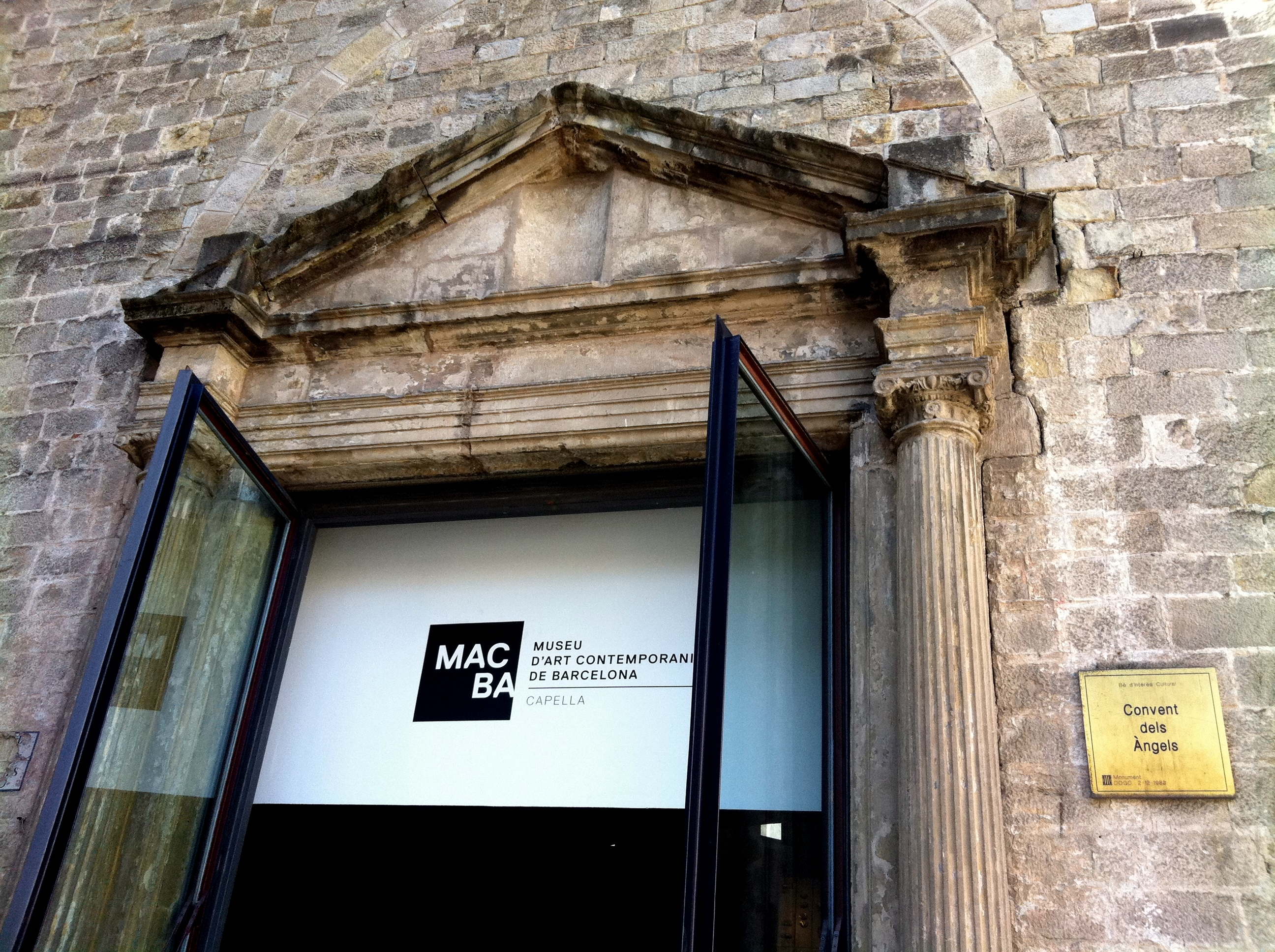
Detall de la porta de la Capella
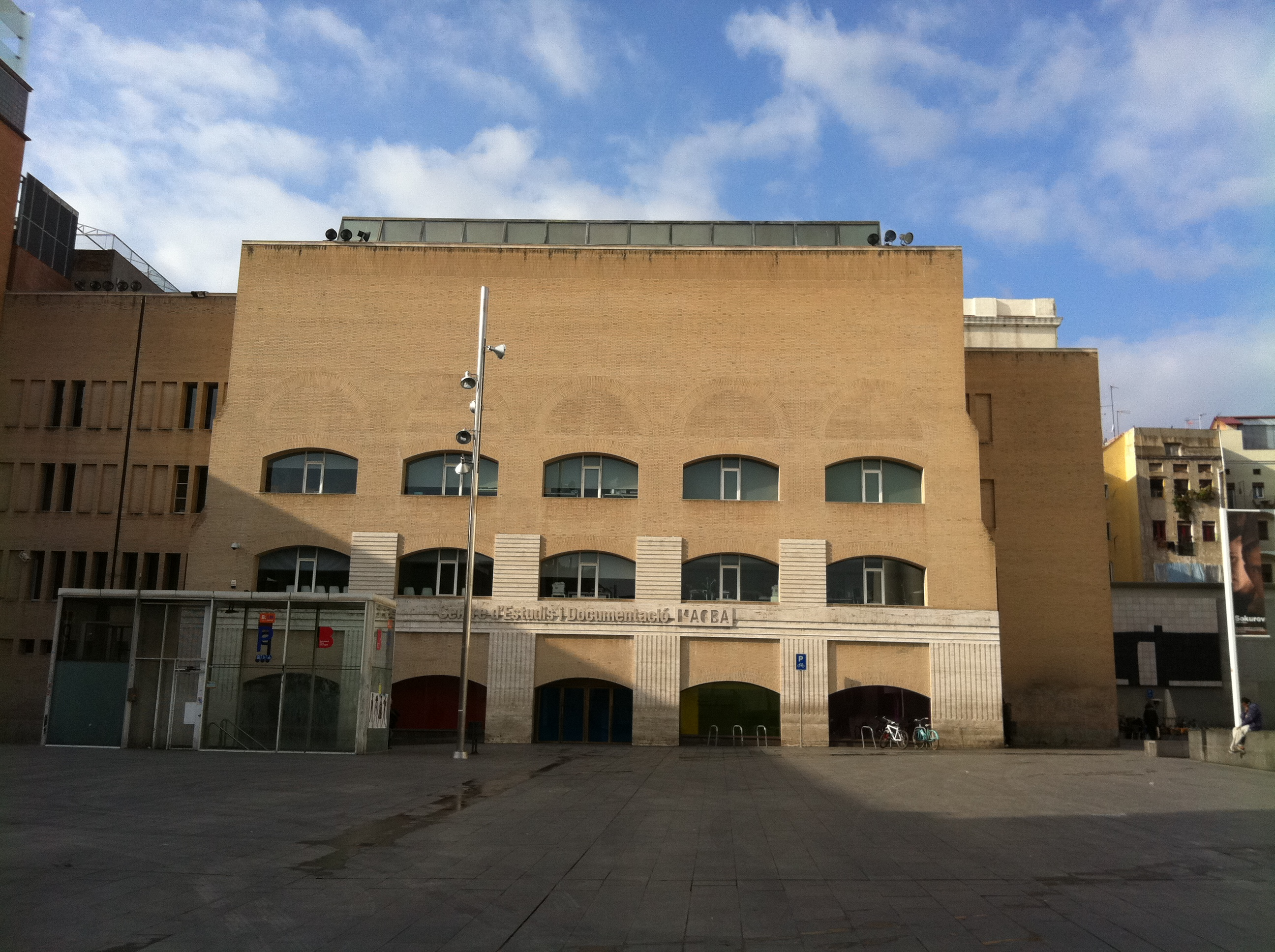
Vista general del Centre d'Estudis i Documentació
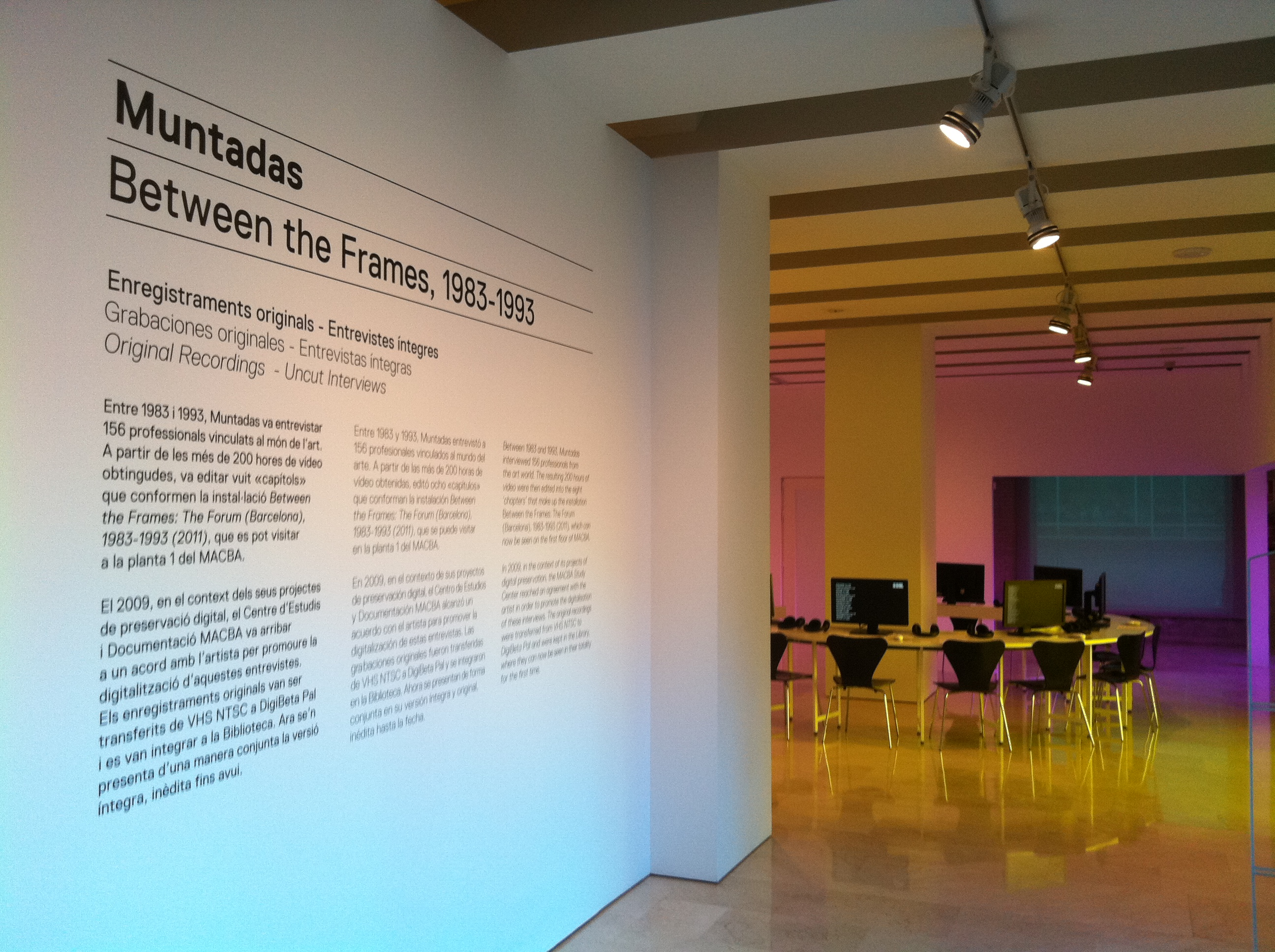
Exposició d'Antoni Muntadas al hall del CDOC
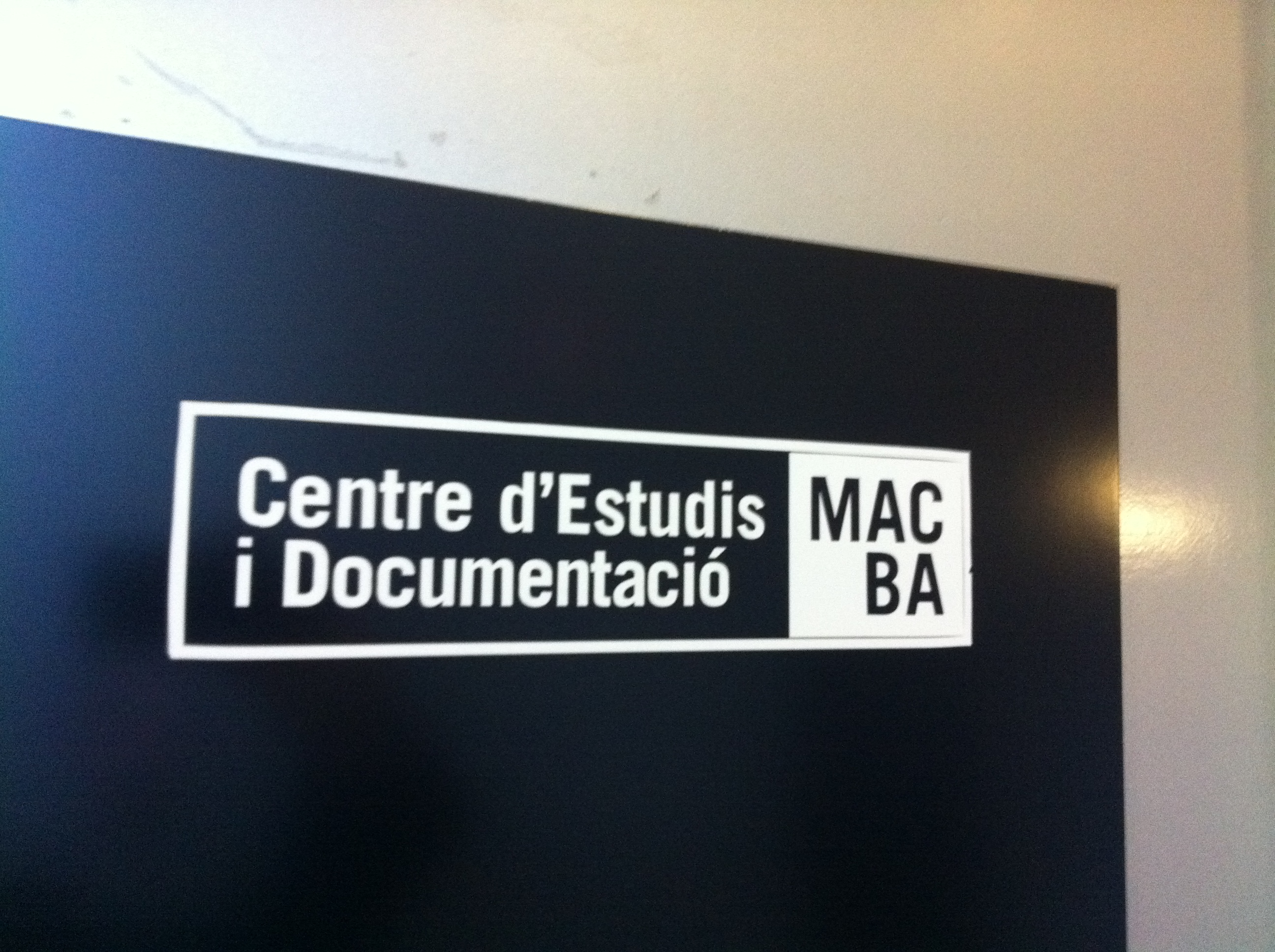
Logotip

## Importància en el món de l'skate
L'entrada al museu per la plaça dels Àngels és coneguda entre els skaters d'arreu del món com un dels spots més icònics i, sens dubte, és el més visitat de Barcelona. Durant el dia, s'hi poden trobar patinadors de totes les edats, alguns de més experimentats i d'altres no tant, vinguts de diversos països, executant trucs de tota mena amb les seves taules.
Aquesta activitat ha ocasionat alguns conflictes entre els skaters i els veïns del Raval, que es queixaven que el soroll de les rodes esdevenia eixordador a les nits i els impedia dormir amb tranquil·litat. És per això que, des de principis del 2019, hi ha una prohibició que impedeix patinar-hi entre les 10 de la nit i les 7 del matí.

## Col·lecció

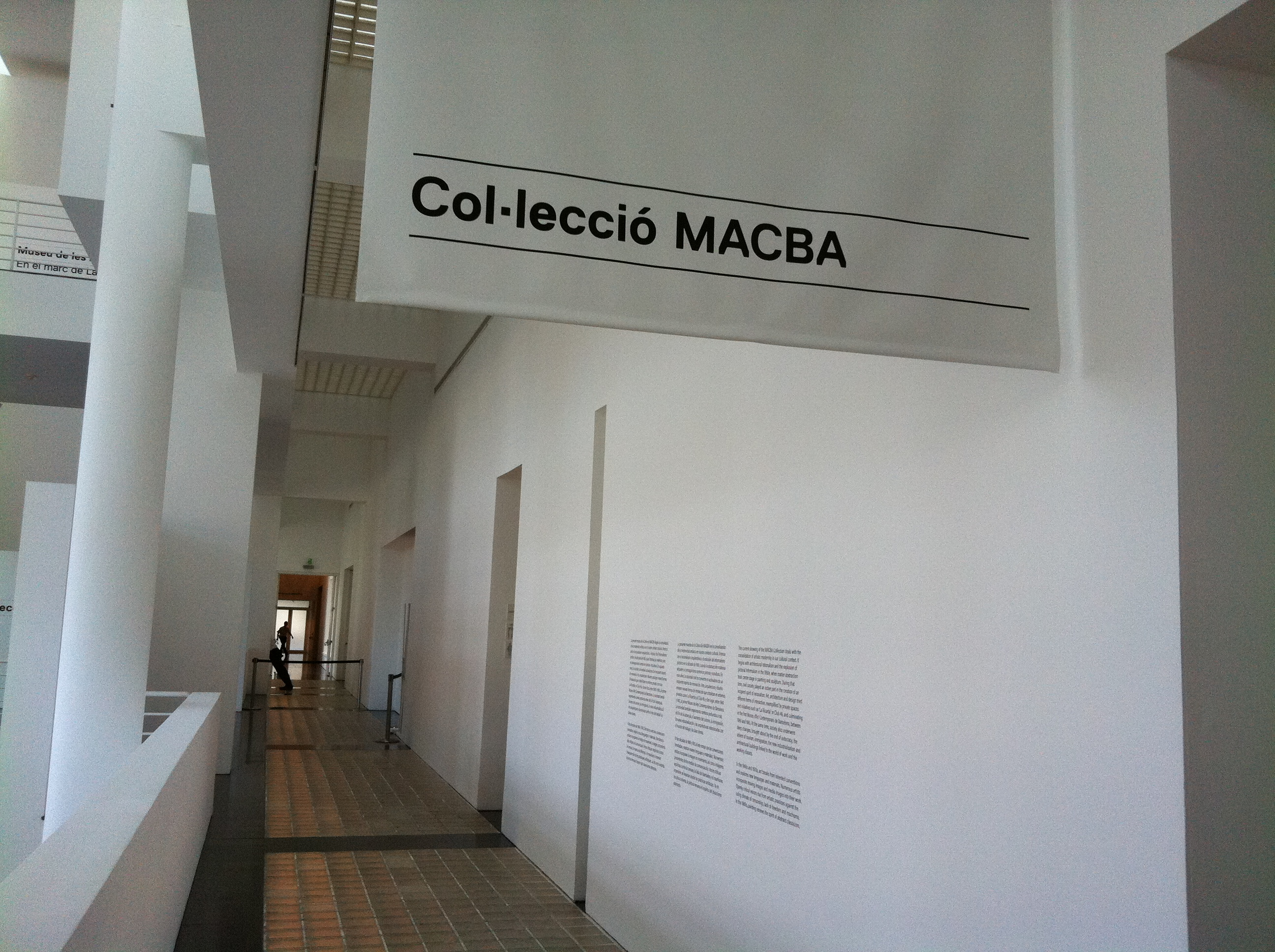
Accés a la col·lecció del museu

La Col·lecció MACBA és l'eix vertebrador del museu i investiga el recorregut de les línies fonamentals de la creació artística contemporània des de la segona meitat del segle xx. El fons de la col·lecció MACBA està format per més de 5.000 obres, creades des de finals dels anys 50 fins a l'actualitat.
La col·lecció com a tal es va crear oficialment el 19 de juny de 1997 quan es va signar el Consorci MACBA entre la Generalitat de Catalunya, l'Ajuntament de Barcelona i la Fundació Museu d'Art Contemporani, tot unint els fons dipositats prèviament, així com d'altres conjunts d'obres cedides o dipositades per altres institucions o per col·leccionistes privats, com la Col·lecció Onnasch, de Sandra Álvarez de Toledo o de la Fundación Telefónica.
La col·lecció comença amb l'abstracció matèrica dels anys cinquanta, incorporant obres de l'art pop europeu i de les avantguardes dels anys 60 i 70. També disposa d'obres que testimonien el retorn de la figuració fotogràfica i l'escultura minimalista del 80 i acaba amb les obres més actuals. Incorpora obra d'artistes d'arreu del món, parant especial atenció als artistes sud-americans, del món àrab i dels països de l'Est.
El 2007 es va crear el Centre d'Estudis i Documentació MACBA Arxivat 2019-07-16 a Wayback Machine., que desenvolupa una faceta de col·leccionisme complementària amb la col·lecció tradicional.
Més endavant, el 2011, La Fundació "La Caixa" i el museu van unir les seves col·leccions d'art contemporani, creant una col·lecció de 5.500 obres. Fruit d'aquesta unió, la tardor del 2011 es va presentar a Barcelona l'exposició Volum!, amb obres d'artistes destacats com Bruce Nauman, Cristina Iglesias, Antoni Muntadas o Xavier Miserachs, entre molts d'altres. A principis del 2012 es va presentar al Museu Guggenheim Bilbao l'exposició El Mirall invertit, formada per 93 obres de 52 artistes de les dues entitats.
Al 2018, sota la direcció de Ferran Barenblit, el museu va començar a presentar la col·lecció de forma permanent i rotatòria, sota el títol "Un segle breu". Per primera vegada s'oferia als visitants una presentació cronològica de l'art des del 1929. Al 2020 el mateix director va anunciar la donació més generosa mai rebuda al museu, la col·lecció Rafael Tous d'art conceptual espanyol.

### Obres destacades
Categoria principal: Col·leccions del Museu d'Art Contemporani de Barcelona
- Joan Rabascall, Atomic Kiss, 1968[63]
- Antoni Muntadas, Between the Frames: The Forum, 2011
- Robert Rauschenberg, Sense títol, 1972
- Albert Ràfols Casamada, Dins el roig, 1989
- Paul Klee, Beschugte Bindungen, 1930
- Miquel Barceló, La saison des pluies II, 1990
- Richard Long, Thames Circles, 1991
- Joan Ponç i Bonet, Fanafafa Veribú, 1950
- Jana Sterbak, Remote control II, 1989[64]
- Ibon Aranberri, It.T.N º 513 zuloa. Extended Repertory, 2003-2007
- Marcel Broodthaers, Le Corbeau et le renard, 1967
- Antoni Tàpies, Rinzen, 1992-1993
- Aleksandr Sokúrov, Sèries Militars, 1995-2001
- Art & Language, Incidents: Now They Are, 1993

## Exposicions destacades
El museu disposa de diversos espais expositius i ha organitzat desenes de mostres al llarg dels seus més de 20 anys d'existència, d'entre les quals es pot destacar:
- Fonts per a una col·lecció: Fou una de les mostres inaugurals, amb fons de la Caixa i d'altres col·leccionistes privats.
- Mike Kelley. 1985-1996[Enllaç no actiu] (1998)
- Miquel Barceló. 1987-1997 Arxivat 2015-07-16 a Wayback Machine. (1998)
- William Kentridge Arxivat 2017-09-30 a Wayback Machine. (1999)
- Històries sense argument. El cinema de Pere Postabella Arxivat 2012-02-17 a Wayback Machine. (2001) de Pere Portabella et al.
- Antagonismes. Casos d'estudi Arxivat 2012-02-18 a Wayback Machine. (2001)
- Art i utopia. L'acció restringida Arxivat 2019-06-26 a Wayback Machine. (2004)
- Museu de les narratives paral·leles. En el marc de La Internacional Arxivat 2016-09-19 a Wayback Machine. (2011)
- Art: dos punts. Barcelona viu l'art contemporani[Enllaç no actiu] (2013-2014)
- La bèstia i el sobirà[Enllaç no actiu] (2015)
- Punk. Els seus rastres en l'art contemporani Arxivat 2019-06-26 a Wayback Machine. (2016)
- Rosemarie Castoro. Enfocar a l'infinit (2017-2018)
- Jaume Plensa Arxivat 2019-06-26 a Wayback Machine. (2018-2019)
- Un segle breu: Col·lecció MACBA Arxivat 2019-07-19 a Wayback Machine. (mostra en curs)

## Arxiu i Biblioteca

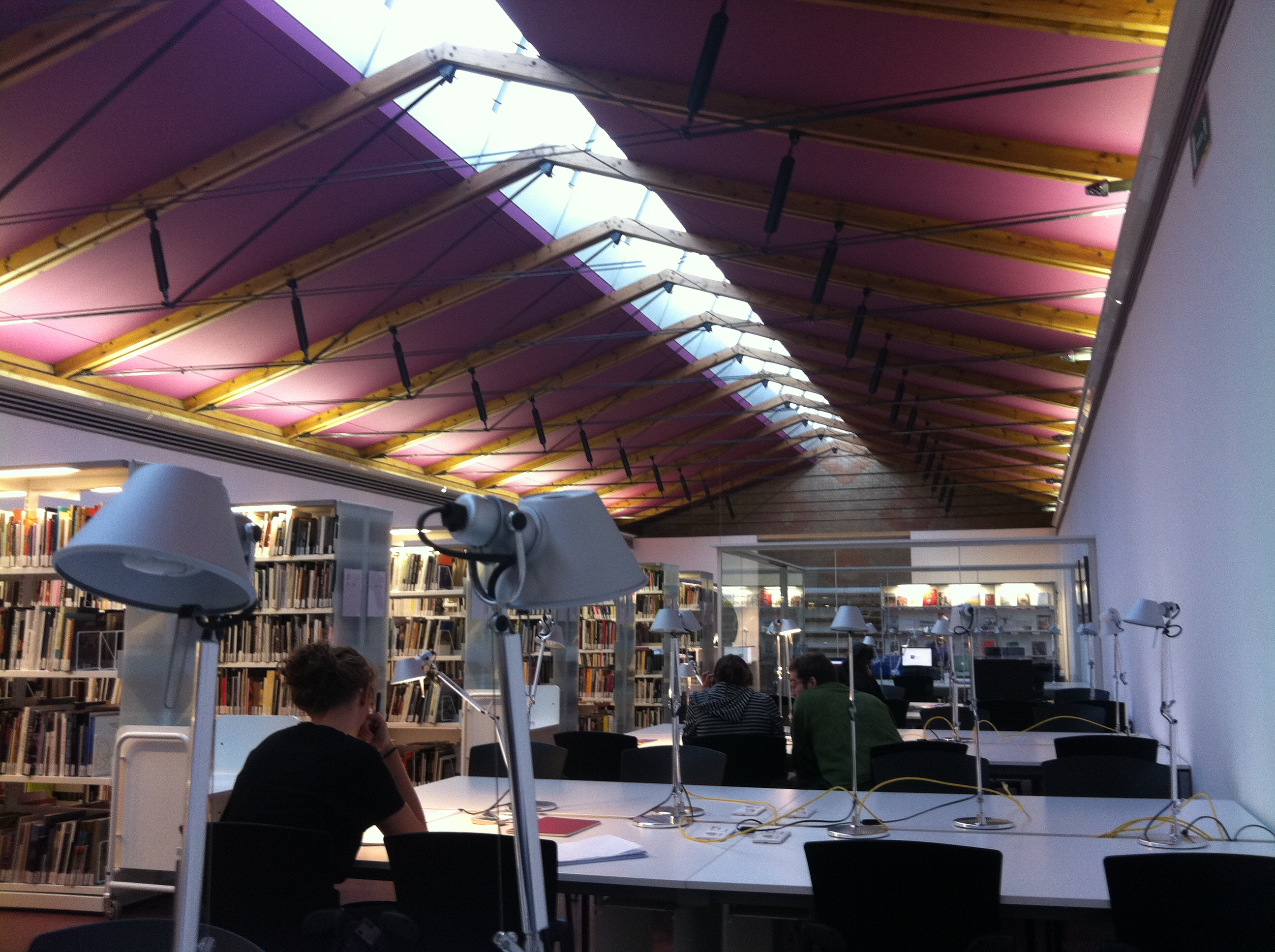
Biblioteca del MACBA

La col·lecció de la Biblioteca actual, amb uns 64.000 documents, és el resultat de la unió del fons del Centre de Documentació Alexandre Cirici (fundat el 1984) amb la biblioteca del MACBA, creada el 1995.
El centre conserva i col·lecciona documents originals en diversos formats com cartes, fotografies personals, llibres d'artista, invitacions, cartells, fullets, revistes en paper i digitals, bibliografia de referència i documents audiovisuals, entre d'altres. Depenent del tipus de material es conserva a la Biblioteca o a l'Arxiu. Un dels seus objectius, a més de conservar la documentació, és la difusió activa d'aquests continguts. Per a dur-la a terme, disposa d'un programa de residències per a investigadors. El catàleg de la biblioteca es pot consultar en línia
Actualment disposa d'uns 64.000 documents de diferents tipus:
- 60.000 monografies, catàlegs d'exposició i llibres d'assaig, teoria i estudis culturals
- 1.400 títols de publicacions periòdiques, tant actuals com històriques
- 1.500 documents audiovisuals que inclouen vídeos de creació, documentals, pel·lícules de cinema i l'arxiu audiovisual de les activitats del MACBA
- 1.000 documents sonors de música contemporània, sound art i altres manifestacions híbrides entre la música i la creació artística
- Col·lecció de partitures de música contemporània.

L'Arxiu conserva la documentació generada per l'activitat del MACBA, així com altres fons documentals d'artistes, crítics, galeries i institucions artístiques. Aquests documents, juntament amb una col·lecció de publicacions d'artista, estan destinats a la recerca sobre les pràctiques artístiques contemporànies, i es poden consultar amb reserva prèvia.
Algunos dels fons documentals que formen part de l'Arxiu són: el Fons Històric MACBA, el Conjunt documental sobre les performances d'Esther Ferrer, la Col·lecció documental Between the Frames (1983-1993), el Fons ADAG, el Fons Galeria Ciento, el Fons Grup de Treball, el Fons Joan Brossa, el Fons Luis Claramunt, el Fons Maria Lluïsa Borràs, el Fons Museo de Arte Contemporáneo de Barcelona (1959-1967), el Fons Nervo Óptico / Espaço N.O., el Fons Pere Sousa y el Fons Xavier Miserachs, entre d'altres.
El gener de 2012 es va dipositar al MACBA el monumental llegat de Joan Brossa, que comprèn més de 60.000 ítems.
El Repositori Digital del MACBA conserva el fons digital, tant artístic com documental, del museu, i facilita l'accés en obert a una selecció de continguts a través d'Internet i des de qualsevol ubicació. Des de la Biblioteca del MACBA es pot accedir a una quantitat més gran de continguts, no disponibles en obert a causa de les restriccions legals que afecten les obres i els documents conservats al Repositori. 

## Fundació MACBA
La Fundació MACBA és una entitat privada sense ànim de lucre, de gestió autònoma i independent, creada el 1987 per un conjunt de representants de la societat civil que creien que una ciutat com Barcelona havia de tenir el seu propi museu d'art contemporani amb projecció internacional. Inicialment estava formada per 37 membres d'un patronat i 33 per empreses i el seu primer president fou Leopoldo Rodés. Actualment s'encarrega de protegir la col·lecció del museu, havent-hi aportat més de dues mil obres d'art, i de representar la societat civil dins del consorci MACBA, que és l'òrgan rector del museu. En aquest òrgan rector també hi són presents la Generalitat de Catalunya, l'Ajuntament de Barcelona. Un any després, el 1988, es va crear el Consorci MACBA, on també participa el Govern d'Espanya mitjançant el Ministeri de Cultura. L'actual presidenta de la Fundació és Ainhoa Grandes Massa.
La Fundació gestiona la col·lecció permanent, amb obres des dels anys 50 del segle xx. Hi ha representats tres períodes de l'art contemporani: el primer abasta els anys quaranta als seixanta; el segon, els anys seixanta i setanta i; el tercer, les últimes quatre dècades. La col·lecció se centren en l'art català i espanyol des de 1945, encara que alguns artistes internacionals també estan representats. La col·lecció permanent, així com les exposicions temporals, busquen exemplificar la missió de la Fundació.
Arran de l'acord establert amb "La Caixa", Rodés va dir el novembre de 2011 que "Barcelona es mereix un espai on la col·lecció Macba-La Caixa estigui exposada de forma permanent", reclamant un nou espai on exhibir la col·lecció del museu.

## Activitats educatives

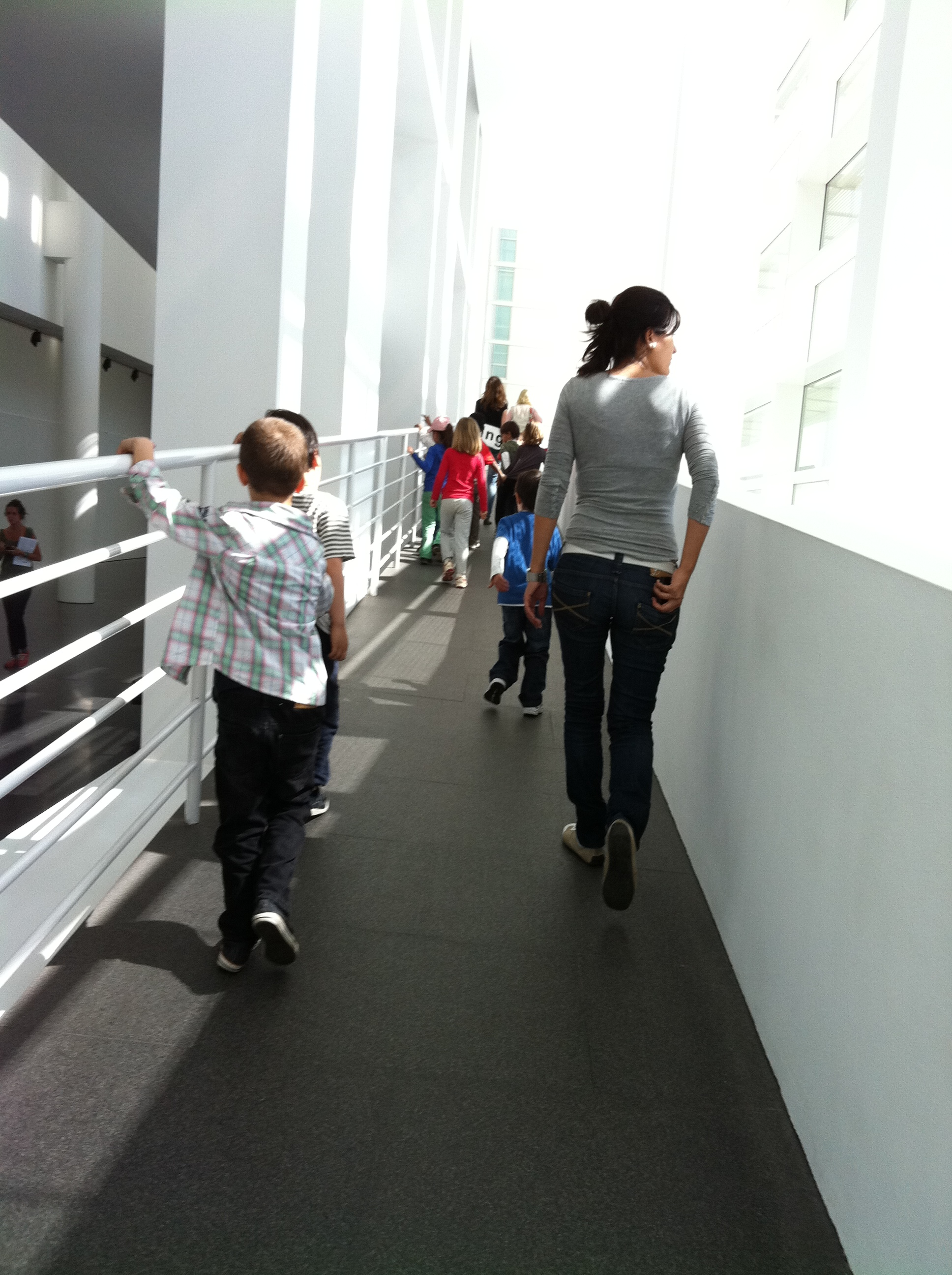
Activitats específiques per a públic escolar.

El museu té diversos programes tant pel que fa a la iniciació i la familiarització amb l'art contemporani com pel que fa a la recerca, l'estudi i la formació especialitzada, amb l'objectiu «d'aprofundir en el coneixement i destacar la rellevància social de l'art». Estan adreçats a diversos tipus de públics i l'oferta d'activitats inclou cinema, música, literatura, entre d'altres. Des del museu també es gestiona el Programa d'Estudis Independents (PEI) Arxivat 2019-08-31 a Wayback Machine., un postgrau adreçat a les noves pràctiques creatives contemporànies.

## Publicacions
Des de la seva obertura el MACBA va iniciar un projecte de publicació editorial, publicant tant els catàlegs de les exposicions temporals com llibres monogràfics i assaigs d'art, especialitzats en crítica i pensament contemporani, tot intentant documentar exposicions i contribuir a l'estudi de l'art contemporani.
Tenen una línia editorial basada en la publicació digital, on actualment hi ha diverses sèries de publicacions online o en paper:
- Catàlegs d'exposició[72]
- Assaig[73]
- Contratextos: Col·lecció sorgida de la col·laboració entre el MACBA i la Universitat Autònoma de Barcelona. Recull textos de seminaris, cursos i conferències del Museu[74]
- Desacuerdos: Projecte de col·laboració a nivell estatal entre diverses institucions culturals, buscant aquelles pràctiques, models i contramodels culturals que no responguin al tipus d'estructures imposades a Espanya des de la transició.[75]
- Quaderns portàtils: Es recullen conferències, escrits d'artistes i/o ponències presentades.[76]
- Quaderns d'àudio: Recull textos relacionats amb la creació sonora, vinculada al projecte Ràdio Web MACBA.[77]
- Sèrie Capella MACBA: Documentació sobre el projecte dut a terme a l'espai de la Capella.[78]

## Ràdio Web MACBA
Ràdio Web MACBA (RWM) és una ràdio en línia que explora el pensament contemporani i l'art sonor, amb un servei de subscripció de podcast.
Va començar el 2006 com una eina per difondre les seves activitats, però amb els anys ha esdevingut un projecte independent, realitzant més de 200 programes. Produeix continguts propis, construint ponts entre la producció radiofònica i altres línies de treball del museu, des de la generació de material documental fins a la programació d'activitats o la creació de monogràfics sobre escenes musicals tan diverses com la música generativa, la producció sonora a Europa de l'est o, l'avantguarda sonora a la península. Serveix com a eina per documentar el present continu del MACBA, tot entrevistant a diverses personalitats que hi passen pel centre i ha iniciat línies d'investigació pròpies, per les que ha rebut diversos premis, entre els quals destaca el Museums and the Web Best of the Web 2009 Podcast Award, al millor podcast del sector.

## Directors
Diverses persones han gestionat el museu des de la seva gestació:
- Alexandre Cirici-Pellicer (1960-1965)
- Lluís Monreal i Agustí (1965-1989)
- Daniel Giralt-Miracle (1989-1994)
- Miquel Molins (1995-1998)
- Manuel J. Borja-Villel (1998-2007)
- Bartomeu Marí (2008-2015)
- Ferran Barenblit (2015 - 2021)
- Elvira Dyangani Ose (2021- actualitat)

## Premi
El 2011 el MACBA va crear, juntament amb Han Nefkens, un nou premi artístic internacional, el Premi Fundació Han Nefkens MACBA d'art contemporani dotat amb 50.000 euros, 20.000 en concepte d'honoraris i 30.000 més destinats a la producció d'un projecte a la ciutat de Barcelona. Inicialment estava prevista una concessió biennal, alternant, cada 28 de novembre, aniversari de la inauguració del MACBA, la concessió del premi i la presentació de l'obra realitzada per l'artista des de l'any anterior. El primer jurat va estar format per la directora de la Whitechapel Art Gallery, Iwona Blazwick; el comissari Adriano Pedrosa i la comissària libanesa Christine Tohmé, a més del mateix Han Nefkens i el director del MACBA, aquests dos com a membres permanents. La primera concessió es va fer el desembre del 2012, atorgant-se a l'artista egípcia Iman Issa. No consta la presentació de l'obra encarregada, que hauria d'haver estat el 2013, ni la concessió de la segona edició.